# Surprise d'une maison au petit jour
Surprise d'une maison au petit jour è un cortometraggio del 1898 diretto da Alice Guy.

## Trama
Il film racconta un episodio della guerra del 1870, una colluttazione tra un distaccamento dell'esercito prussiano e soldati francesi vicini a una casa.